# 뇌동
뇌동(雷銅, ? ~ 218년)은 중국 후한 말 유비 휘하의 무장이다.

## 생애
218년(건안 23년) 유비의 한중 진군에 앞서 장비, 마초, 오란과 함께 무도군(武都郡) 하변현(下辯縣)으로 진공했다가 조홍에게 패하고 전사하였다.

## 삼국지연의
사서가 아닌 소설 《삼국지연의》에서는 유장의 부하로 등장한다. 익주 평정을 개시한 유비를 막기 위해 오의가 낙성으로 갈 때 오란과 함께 그 부장이 되어 참전한다. 유비에게 투항한 후 장비와 함께 파서군에 주둔하는데 장합을 상대로 선전하다가 복병에 당하여 전사한다.

## 참고 문헌
- 《삼국지》1권 위서 제1 무제 조조
- 《삼국지》32권 촉서 제2 선주 유비